# Подвиги бригадира Жерара

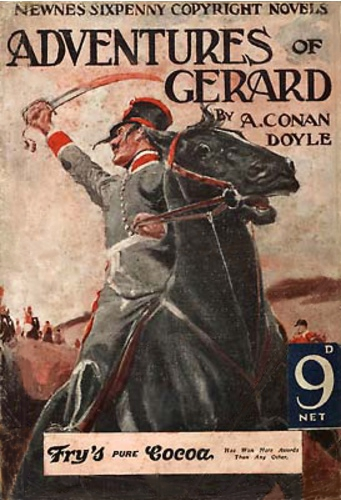
Бригадир Жерар, персонаж романа Конан Дойля

«По́двиги бригади́ра Жера́ра» (англ. The Exploits of Brigadier Gerard ) — один из сборников приключенческих рассказов английского писателя Артура Конан Дойля. Существует два сборника: «Подвиги бригадира Жерара» и «Приключения бригадира Жерара» (англ. The Adventures of Gerard). Однако рассказы печатались в хаотичном порядке и в разных сборниках, иногда только в одном из них. «Подвиги…» были опубликованы в 1894—1896 годах, а «Приключения…» в 1902—1903 годах. Сборники повествуют о событиях периода наполеоновских войн, повествование стилизовано под мемуары и ведётся от имени вымышленного кавалерийского офицера Жерара.

## История создания
В 1894 году Артур Конан Дойль приехал в США и публично читал свои произведения, подобно Диккенсу. Именно здесь он прочитал публике рассказ «Как бригадир был награждён медалью». Рассказ понравился слушателям, и его напечатали в декабре того же года в журнале «The Strand Magazine». После этого рассказы о бригадире публиковались в этом же журнале до 1896 года по два рассказа в месяц. Образ Жерара был не менее популярен, чем Шерлок Холмс. Конан Дойль назвал сборник «Подвигами …» потому, что слово «приключения» было в моде и не очень подходило к рассказам. В 1902—1903 годах начали публиковаться «Приключения бригадира Жерара».
Материал для рассказов Конан Дойль брал из исторических очерков. В рассказах можно заметить элементы из «Воспоминаний о походе французов в Испанию» Де Рокка, «Воспоминаний о войне в Испании» де Найли и «Военные воспоминания полковника де Гонневиля». Именно из-за этих произведений автор сделал своего героя кавалеристом. Также Конан Дойль использовал «Мемуары» Марбо. Между этими двумя произведениями есть много общего. Рассказы о взятии Сарагосы и о «маршале Одеколоне» взяты из соответствующих глав «Мемуаров» Марбо.

## Биография Бригадира Жерара
Бригадир (бригадный генерал) Этьен Жерар — опытный наездник и фехтовальщик, предприимчивый и карикатурно дерзкий, ускользает невредимым из невероятных злоключений. Цикл рассказов о Жераре дает Конан Дойлю возможность сопоставить различных национальных персонажей Европы (английских, русских, немецких и испанских бойцов сопротивления) во время наполеоновской эпопеи.
Жерар принимает в своих рассказах точку зрения старого офицера, будучи в отставке в Париже. Таким образом, читатель узнаёт, что он родился в Гаскони в начале 1780-х годов (ему всего 25 лет в рассказе «Как бригадир взял Сарагосу»). В рассказе «Как бригадир побывал в Минске» смотр войск Крымского экспедиционного корпуса (1854-55) — завершающее, хронологически, событие его военной жизни; в «Последнем приключении бригадира Жерара» Жерар собирается вернуться в родную Гасконь.
Жерар был впервые назначен во 2-й гусарский полк (Hussards de Chamborant) в 1799 году в звании лейтенанта, а затем заместителя командира. Он пострадал от первых боев в Маренго в Италии в 1800 году. В 1807 году он был назначен капитаном третьего гусарского полка Конфлана.
Жерар говорит на несколько своеобразном английском, которому он научился у офицера ирландской бригады. В 1810 году он был произведён в полковники второго гусарского полка и служил в Испании, Португалии, Италии, Германии и России. В 1814 году сам Наполеон наградил его Большим крестом ордена Почётного легиона.
Рассказы оставляют много пробелов в его личной жизни, но не скупятся на секреты его женских завоеваний.

## Рассказы

### Подвиги бригадира Жерара
- «Как бригадир попал в чёрный замок» (How The Brigadier Came To The Castle Of Gloom) — бригадир Жерар соглашается проводить молодого Дюрока в Чёрный замок, чтобы тот отомстил за своего убитого во время Сентябрьской резни отца владельцу замка, барону Штраубенталю.
- «Как бригадир перебил братьев из Аяччо» (How The Brigadier Slew The Brothers Of Ajaccio) — Император Наполеон получает послание от корсиканской организации «братья из Аяччо» и отправляется на встречу с ними, взяв с собой бригадира Жерара.
- «Как бригадиру достался король» (How The Brigadier Held The King) — Жерар рассказывает о своих приключениях в Испании, как он попадает в плен к местным бандитам, а затем к англичанам, которые отправляют его в Британию в качестве пленного.
- «Как бригадир достался королю» (How The King Held The Brigadier) — бригадир Жерар в Англии, в тюрьме Дартмур. Ему удаётся сбежать оттуда с надеждой на возвращение во Францию.
- «Как бригадир померился силами с маршалом Одеколоном» (How The Brigadier Took The Field Against The Marshal Millefleurs) — Жерару поручают поймать и казнить английского солдата-разбойника Одеколона, который терроризирует французов со своей бандой.
- «Как бригадир пытался выиграть Германию» (How The Brigadier Played For A Kingdom) — бригадир выполняет задание в Германии.
- «Как бригадир был награждён медалью» (How The Brigadier Won His Medal) — бригадиру поручают доставить важное письмо, которое на самом деле подложное и должно попасть к врагам, но Жерар об этом ничего не знает…
- «Как бригадира искушал дьявол» (How The Brigadier Was Tempted By The Devil) — Власть Наполеона закончилась. Он должен спрятать важные для его династии бумаги, и в этом ему должен помочь Этьен Жерар.

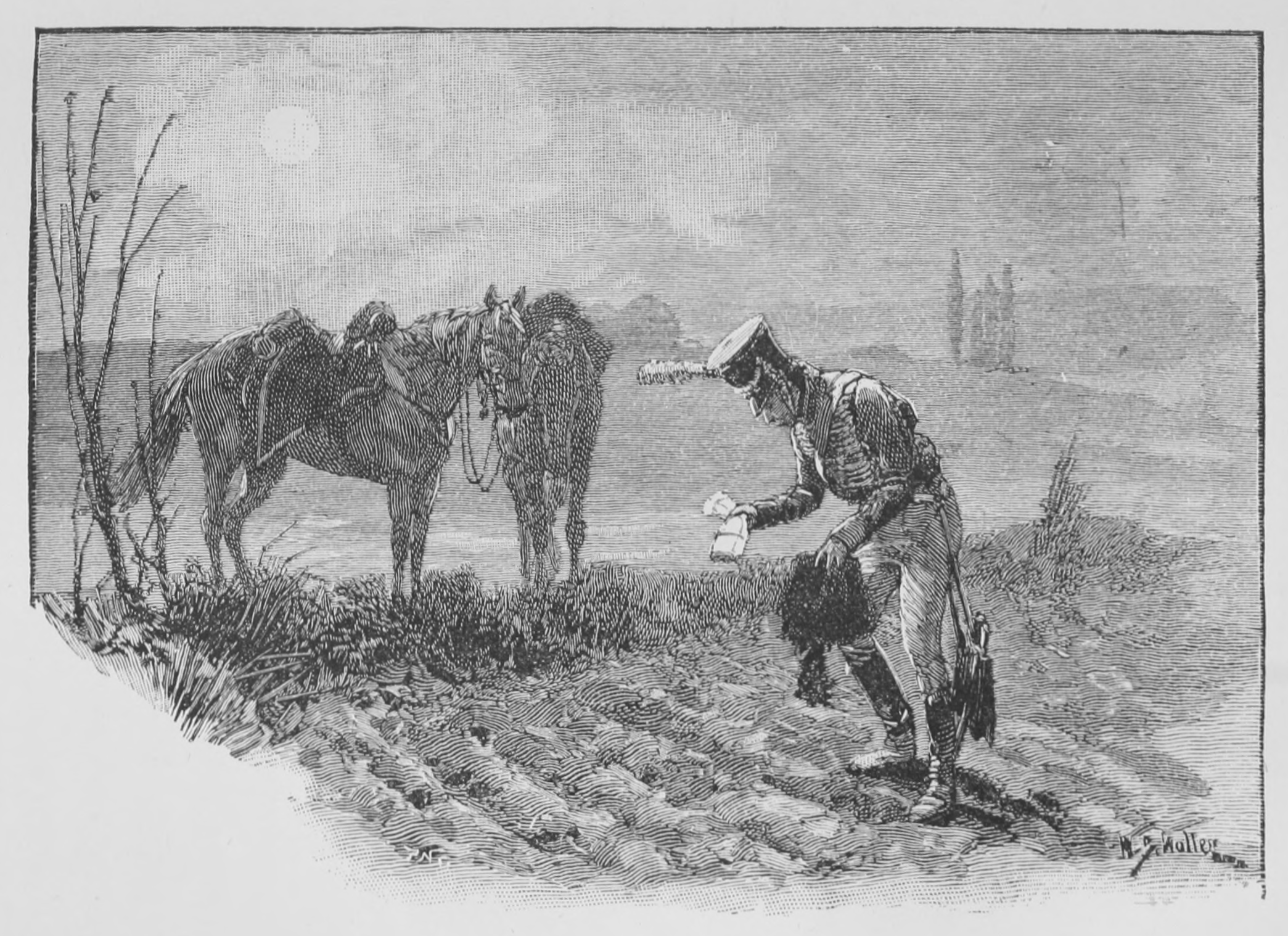
Этьен Жерар достаёт документы императора из шляпы полковника де Монлюка.

### Приключения бригадира Жерара
- «Как бригадир лишился уха» (How Brigadier Gerard Lost His Ear) — В разграбленной французскими войсками Венеции создаётся тайное общество, которое мстит французским офицерам за то, что они сделали с городом. В руки этого общества и попадает бригадир.

]

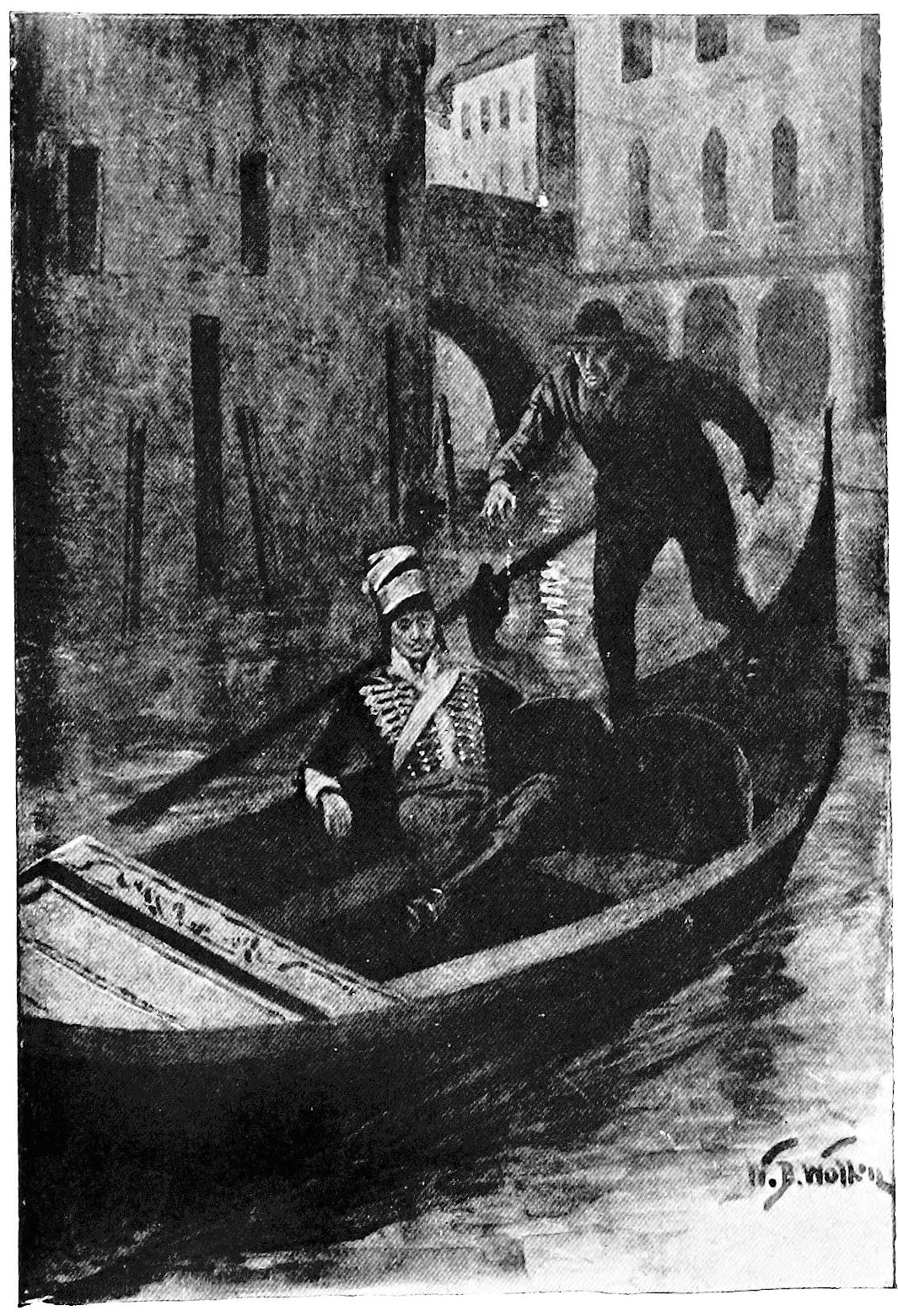
Иллюстрация из «Приключений Джерарда» (1908) Конан Дойля; иллюстратор В. Б. Воллен. [Подпись: «Гондольер напал на меня сзади»

- «Как бригадир взял Сарагосу» (How The Brigadier Captured Saragossa) — бригадира Жерара отправляют в осаждённую французами Сарагосу, чтобы он подорвал стену и облегчил взятие города.
- «Как бригадир убил лису» (How The Brigadier Slew The Fox) — Этьен Жерар проникает в тыл английской армии и выполняет задание, а при возвращении убивает лису, на которую охотились англичане.
- «Как бригадир спас армию» (How The Brigadier Saved The Army) — армия в Испании в трудном положении. На горе готов сигнальный костёр, который должен подать сигнал подкреплению, однако гору осадили партизаны, сквозь которых нужно прорваться бригадиру.
- «Как бригадир прославился в Лондоне» — Жерар вспоминает времена своего пребывания в Англии, когда он вызвал на дуэль английского офицера.
- «Как бригадир побывал в Минске» (How The Brigadier Rode To Minsk) — Французская армия не выдерживает русскую зиму и голод. Бригадира Жерара посылают с горсткой солдат в Минск, чтобы достать там еду.
- «Как бригадир действовал при Ватерлоо» (How The Brigadier Bore Himself At Waterloo) — Знаменитая битва при Ватерлоо, во время которой бригадир совершил очередной подвиг.
- «Последнее приключение бригадира» (The Last Adventure Of The Brigadier) — война окончена, император свергнут. Бригадир отправляется в морское путешествие.

### Другие рассказы
- «Женитьба бригадира» (The Marriage Of The Brigadier) — рассказ написан в отдельности и не входит в сборники. Остроумная история о том, как бригадир Жерар был помолвлен со своей возлюбленной.
- «Хитрости дипломатии» (A Foreign Office Romance) — рассказ написан в 1894 году[2], но не вошёл в сборники. В нём бригадир снова вспоминает своё пребывание в Англии и новое приключение.

## Кинопародия
В 1970 году вышел на экраны комедийный фильм режиссёра Ежи Сколимовски «Приключения Жерара» (англ.), в сценарии которого элементы разных рассказов о приключениях Жерара были переосмыслены в духе буффонады. Главную героиню сыграла Клаудия Кардинале.